# A-GPS
A-GPS (англ. Assisted GPS) — технология, ускоряющая «холодный старт» GPS-приёмника. Ускорение происходит за счёт предварительной загрузки в приёмник необходимой информации не со спутников, как обычно, а через другие, более быстрые каналы связи (Wi-Fi, Bluetooth и пр.). Часто используется в сотовых телефонах, содержащих и приёмник GPS. Очень часто путают с LBS (в широком смысле). Благодаря технологии A-GPS при включении навигации устройство практически мгновенно определяет своё местоположение, причем поиск спутников возможен даже в закрытых помещениях, а межэтажные перекрытия не являются помехой.

## История
Впервые идея родилась у инженеров Джими Сеннота и Ральфа Тейлора, которые в 1981 году подали заявку на патент. В частности, они предложили «сигнал, помогающий захвату цели на автоматическое сопровождение, генерируемый наземной станцией, транслируемый на терминалы пользователя». Одним из разработчиков технологии была компания SnapTrack. Система дебютировала 1 октября 2001 года в США по сети службы спасения «911».

## Недостатки GPS, исправляемые технологией A-GPS
При использовании обычного GPS существуют следующие проблемы: 
- Время первого определения координат зависит от актуальности хранящегося в приемнике альманаха, который передается сигналом GPS, и от орбитальных данных (эфемерид). Чем дольше устройство не было активно, тем больше приёмнику нужно получить информации, прежде чем определение позиции будет возможным (устройство было неактивно более 2 часов — потребуется около 30 секунд). В зависимости от того, устарели ли альманах и эфемериды, различают «холодный», «тёплый» и «горячий» старт GPS-приёмника.[4]
- В условиях города видимость GPS-спутников часто сильно ограничена, а в закрытых помещениях и туннелях даже невозможна.
- Высокая потребляемая мощность GPS-приёмника.

## Функции A-GPS

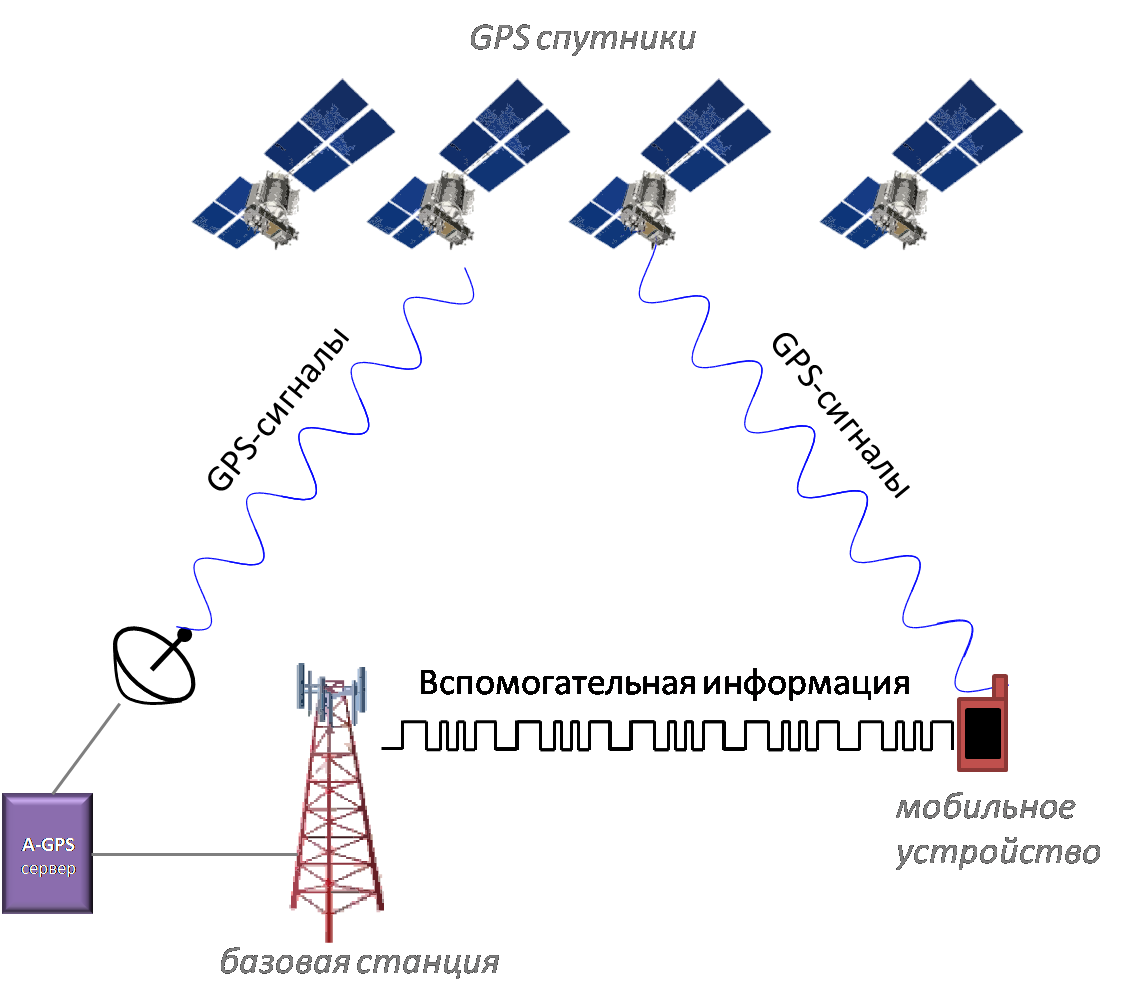
A-GPS

Для алгоритмов A-GPS необходим канал связи с удалённым сервером, который предоставляет информацию для приёмника. Для мобильных устройств этим каналом чаще всего является интернет-соединение с помощью сотовой связи либо Wi-Fi.

### Определение приблизительного местоположения
Для мобильных телефонов определить приблизительное местоположение можно по базовым станциям (БС). Точность зависит от плотности установки базовых станций. Наибольшая плотность станций — в центрах городов. Точность в таких местах составляет от 20 до 500 метров. При уменьшении плотности, при ухудшении условий приёма и при увеличении расстояния до вышек точность снижается. На окраинах городов она составляет 1500—2000 метров.

### Обновления альманаха
Обновления альманаха позволяет GPS-приёмнику знать, на каких частотах ожидать сигналы спутников, прежде, чем он получит обновления из сигнала. Время до первого местоопределения (TTFF) уменьшается с 30 секунд до примерно 1 секунды, также повышается чувствительность A-GPS-приёмника (до 20-30 дБГц), что позволяет определять местоположение при более слабом или нестабильном уровне сигналов (снижается требование по зашумленности принимаемого сигнала).

## Режимы работы
- On-line — основной режим. Инфраструктура снабжает приёмник информацией об орбитах спутников, а также вычисляет координаты по принятым от пользователей данным. Для данного режима от оператора сотовой связи требуется плотная область покрытия. (Получает данные о местонахождении не от встроенного GPS или совместно со встроенным GPS.)
- Off-line — вспомогательный режим, ускоряющий время «холодного» и «тёплого» старта GPS-приёмника. Приёмник A-GPS обновляет альманах, эфемериды и список видимых спутников. При этом приём сигнала со спутников и определение собственных координат GPS-приёмник выполняет самостоятельно.

## Преимущества и недостатки
Преимущества
A-GPS имеет несколько важных отличий от обычного GPS, которыми объясняются все преимущества этой системы. Главное из них - более быстрое определение координат сразу после включения. Другое преимущество состоит в повышении чувствительности приёма слабых сигналов в «мёртвых зонах» (тоннелях, низинах, впадинах, на узких городских улицах, в помещениях, в лесу с плотным лиственным покровом). A-GPS не нагружает процессор и батарею смартфона, а также расходует минимум интернет-трафика.
Недостатки
Функция ускоренного старта A-GPS не функционирует вне зоны покрытия сотовой сети.
Некоторые приёмники с A-GPS объединены с радиомодулем (GSM) и не могут стартовать, если радиомодуль отключен. Наличие GSM (GPRS) покрытия для старта самого модуля A-GPS не обязательно.
Модули A-GPS при старте потребляют небольшой трафик, который составляет 5-7 кБ; при потере сигнала обычно требуется повторная синхронизация, что может привести к повышенным затратам, особенно при нахождении в роуминге.